# Tour de Lombardie 2025
Le Tour de Lombardie 2025 (officiellement Il Lombardia) est la 119e édition de cette course cycliste masculine sur route. Il a lieu le 11 octobre 2025. Il fait partie de l'UCI World Tour 2025 en catégorie 1.UWT (première division mondiale).

## Présentation

### Équipes
Le Tour de Lombardie figurant au calendrier du World Tour, les 18 équipes UCI WorldTeam sont présentes, auxquelles il faut ajouter des équipes UCI ProTeam invitées. 
| Unknown team category |
|                       |

### Principaux favoris
Tadej Pogačar quadruple vainqueur en titre a déjà inscrit cette course à son calendrier. Son objectif est d'aller briguer une cinquième couronne d'affilée afin d'entrer dans l'histoire du Tour de Lombardie et d'égaler le nombre de victoires de la légende italienne Fausto Coppi.

## Classements

### Classement de la course
| \| Classement général \| Classement général \| Classement général \| Classement général \| Classement général \| \| Coureur \| Coureur \| Pays \| Équipe \| Temps \| \| ------------------ \| ------------------ \| ------------------ \| ------------------ \| ------------------ \| |         |      |        |       |
| |         |      |        |       |
| |         |      |        |       |
| Classement général |         |      |        |       |
| Coureur | Coureur | Pays | Équipe | Temps |

### Classement UCI
La course attribue des points au Classement mondial UCI 2025 selon le barème suivant :
| Position           | 1er | 2e  | 3e  | 4e  | 5e  | 6e  | 7e  | 8e  | 9e  | 10e | 11e | 12e | 13e | 14e | 15e | 16e à 20e | 21e à 30e | 31e à 50e | 51e à 55e | 56e à 60e |
| Classement général | 800 | 640 | 520 | 440 | 360 | 280 | 240 | 200 | 160 | 135 | 110 | 95  | 85  | 65  | 55  | 50        | 30        | 15        | 10        | 5         |